# Polska Superliga Tenisa Stołowego 2012/2013
Superliga Tenisa Stołowego 2012/2013 – edycja rozgrywek pierwszego poziomu ligowego w Polsce. Brało w niej udział 10 drużyn, grając systemem kołowym. Cztery czołowe drużyny w tabeli po sezonie zasadniczym brały udział w meczach play-off o tytuł mistrza kraju natomiast drużyny z miejsca 9 i 10 zostały zdegradowane do niższej ligi.
Złoty medal Mistrzostw Polski wywalczył zespół Olimpii-Unii Grudziądz, srebrny Bogorii Grodzisk Mazowiecki, a brązowy otrzymały Palmiarnia Zielona Góra i Kolping Jarosław. Do niższej ligi zostały zdegradowane Gorzovia Gorzów Wielkopolski oraz Alfa Radzyń Podlaski.

## Drużyny
| Nazwa drużyny                      | Miejsce w poprzednim sezonie |
| ---------------------------------- | ---------------------------- |
| KS BOGORIA Grodzisk Mazowiecki     | 1                            |
| ZKS Palmiarnia Zielona Góra        | 2                            |
| SPAR AZS Politechnika Rzeszów      | 3                            |
| CARBO-KOKS BTTS SILESIA Miechowice | 3                            |
| CONDOHOTELS MORLINY Ostróda        | 5                            |
| UKTS ALFA Radzyń Podlaski          | 6                            |
| GKS GORZOVIA ROMUS Gorzów Wlkp.    | 7                            |
| ASTS OLIMPIA-UNIA Grudziądz        | 8                            |
| PKS Kolping Jarosław               | Awans z I ligi               |
| KST Energa-Manekin Toruń           | Awans z I ligi               |

## Tabela (sezon zasadniczy)
| Poz. | Drużyna                        | M  | Z  | P  | Pojedynki | Punkty |
| ---- | ------------------------------ | -- | -- | -- | --------- | ------ |
| 1.   | KS Bogoria Grodzisk Mazowiecki | 18 | 15 | 3  | 48:14     | 45     |
| 2.   | ASTS Olimpia-Unia Grudziądz    | 18 | 14 | 4  | 45:20     | 41     |
| 3.   | ZKS Palmiarnia Zielona Góra    | 18 | 12 | 6  | 42:27     | 37     |
| 4.   | PKS Kolping Jarosław           | 18 | 10 | 8  | 40:35     | 31     |
| 5.   | Condohotels Morliny Ostróda    | 18 | 8  | 10 | 38:37     | 27     |
| 6.   | AZS Politechnika Rzeszów       | 18 | 9  | 9  | 32:34     | 24     |
| 7.   | KST Energa-Manekin Toruń       | 18 | 9  | 9  | 31:35     | 24     |
| 8.   | BBTS Silesia Miechowice        | 18 | 6  | 12 | 29:41     | 21     |
| 9.   | GKS Gorzovia Gorzów Wlkp.      | 18 | 7  | 11 | 29:41     | 20     |
| 10.  | UKTS Alfa Radzyń Podlaski      | 18 | 0  | 18 | 4:54      | 0      |

## Wyniki (play-off)

### Półfinały
| Drużyna                     | Wyniki      | Drużyna                        |
| --------------------------- | ----------- | ------------------------------ |
| PKS Koliping Jarosław       | 0:3 3:1 1:3 | KS BOGORIA Grodzisk Mazowiecki |
| ZKS Palmiarnia Zielona Góra | 0:3 1:3     | ASTS Olimpia-Unia Grudziądz    |

### Finał
| Drużyna                     | Wyniki      | Drużyna                        |
| --------------------------- | ----------- | ------------------------------ |
| ASTS Olimpia-Unia Grudziądz | 3:1 0:3 3:0 | KS BOGORIA Grodzisk Mazowiecki |

## Medaliści
| Lp. | Drużyna                        | Skład                                                      |
| --- | ------------------------------ | ---------------------------------------------------------- |
| 1.  | ASTS Olimpia-Unia Grudziądz    | Bartosz Such, Huang Sheng Sheng, Tomislav Kolarek          |
| 2.  | KS Bogoria Grodzisk Mazowiecki | Daniel Górak, Paweł Fertikowski, Zhi Wen He, Robert Floras |
| 3.  | ZKS Palmiarnia Zielona Góra    | Lucjan Błaszczyk, Daniel Bąk, Mateusz Gołębiowski          |
| 3.  | PKS Kolping Jarosław           | Wang Zeng Yi, Marek Klasek, Vitali Nekhviadovich           |